# Grigori Siyatvinda
Grigori Davidovitch Siyatvinda (russe : Григо́рий Дэ́видович Сиятвинда) est un acteur russe de théâtre et de cinéma né le 26 avril 1970 à Tioumen, artiste émérite de Russie (2006) et lauréat du Prix d'État de la fédération de Russie (2003).

## Biographie
Né d'un père zambien et d'une mère russe, Grigori Siyatvinda (orthographe correcte : Syatuinda, mais retranscrit incorrectement Siyatvinda à la suite d'une erreur de l'officier d'état civil) a vécu en Zambie de l'âge de deux à cinq ans, puis est rentré avec sa mère à Tioumen à la suite du divorce de ses parents. À la fin de sa scolarité obligatoire, il entre à l'Université de Tioumen du gaz et du pétrole, qu'il abandonne sans terminer sa deuxième année. Il accomplit alors son service militaire pendant plus d'un an dans les troupes blindées de l'armée soviétique. En 1995, il achève ses études à l'Institut d'art dramatique Boris Chtchoukine (cours d'Alla Kazanskaïa). Il commence à se produire au Théâtre Vakhtangov à Moscou alors qu'il est encore étudiant à l'Institut. Sa première participation est un rôle dans la pièce Ia tebia bol'she ne znaiu, milyi en 1994. Après ses études, il est engagé dans la troupe du Théâtre Satiricon, toujours à Moscou.
Grigori Siyatvinda fait ses débuts au cinéma en 1997 dans le film Ne fais pas l'idiot (ru) de Valeri Tchikov (ru).
Il obtient le prix « Tchaïka » dans la catégorie « Percée » en 1999 et le prix « Kumir » dans la catégorie « Espoir de l'année » en 2000 pour son interprétation de 14 rôles dans le spectacle Quartet.
En 2003, il est récompensé du prix d'État de la fédération de Russie en art et littérature pour son interprétation de rôles dans les répertoires classique et contemporain. La même année, il est quelque temps présentateur du programme télévisé Utro na NTV.
En 2007, il participe au show télévisé de patinage artistique L'Âge de glace sur la chaîne russe Pierviy Kanal, et tourne dans le clip de la chanson de Slava Babie leto.
Il interprète le rôle de Mikhaïl Djekovitch dans la série La Cuisine, puis dans la série Hôtel Eleon.
Il est marié avec la danseuse Tatiana Siyatvinda.

## Carrière

### Théâtre

#### Théâtre Vakhtangov
- 1994 : Ia tebia bolshe ne znaiu, mily, adaptation de Non ti conosco più d'Aldo De Benedetti (1932) par Roman Viktiouk : Francesco

#### Théâtre Satiricon
- 1996 : Roméo et Juliette (William Shakespeare), mise en scène de Konstantin Raïkine
- 1996 : L'Opéra de quat'sous (Trekhgroshovaia opera) de Bertolt Brecht, mise en scène de Vladimir Machkov
- 1997 : Butterflies Are Free (Takie svobodnye babochki) de Leonard Gershe, mise en scène de Konstantin Raïkine
- 1997 : Barouf à Chioggia (Khodzhinskie perepalki) de Carlo Goldoni, mise en scène de Konstantin Raïkine
- 1998 : Hamlet (William Shakespeare), mise en scène de Robert Sturua
- 1998 : Jacques et son maître (Zhak i ego gospodin) de Milan Kundera, mise en scène d'Elena Nevezhyna (ru)
- 1999 : Quartet (Квартет) d'après Le Mariage forcé et L'Amour médecin de Molière, mise en scène de Konstantin Raïkine
- 2001 : Chantecler d'Edmond Rostand, mise en scène de Konstantin Raïkine
- 2002 : Macbett d'Eugène Ionesco, mise en scène de Youri Boutoussov
- 2003 et 2009 : Une place lucrative (Доходное место) d'Alexandre Ostrovski, mise en scène de Konstantin Raïkine
- 2004 : Mascarade (Maskarad) de Mikhaïl Lermontov, mise en scène de Vladimir Agueïev (ru)
- 2005 : Funny Money (Smeshnye dengi) de Ray Cooney, mise en scène de Konstantin Raïkine
- 2009 : Les Peupliers et le vent (Тополя и ветер, Topolia i veter), adaptation de Vent des peupliers de Gérald Sibleyras, mise en scène de Konstantin Raïkine
- 2014 : London Show, adaptation de Pygmalion de George Bernard Shaw, mise en scène de Konstantin Raïkine

#### «Théâtre Otkrytyi»
- 2001 : Muzhskoi sezon de Natalia Demtchik, adaptation de Piotr Stein (ru)

#### Centre de dramaturgie et de mise en scène
- 2001 : Woyzeck de Georg Büchner, mise en scène d'Aleksandre Nazarov

#### Théâtre Drugoï (Moscou)
- Rosencrantz et Guildenstern sont morts (Розенкранц и Гильденстерн мёртвы) de Tom Stoppard, mise en scène de Pavel Safonov (ru)

#### Théâtre Pouchkine
- 2012 : Otrazheniia, ili Istinnoe d'après The Real Thing de Tom Stoppard, mise en scène d'Oleg Topolianski[7]

### Filmographie
- 1997 : Ne fais pas l'idiot (ru) (Не валяй дурака…, Ne valiai duraka…) de Valeri Tchikov (ru) : Vassia
- 2001 : Mamouka (Мамука) de Evgeni Ginzburg (ru)
- 2001 : Papa Rostov (Ростов-папа, Rostov-papa) de Kirill Serebrennikov
- 2002 : Nevozmozhno zelenye glaza : étudiant africain Guillaume Bubutika
- 2002 : Chroniques mondaines (Svetskie khroniki), série télévisée de Valeri Zelenski et Andreï Kouznetsov
- 2002 : Spartacus et Kalachnikov (Спартак и Калашников) de Andreï Prochkine : Tom
- 2003 : Spas pod berezami (Спас под берёзами), série télévisée de Leonid Eidline (ru) : Liocha, ami de Liuba
- 2005 : Colin-maillard (Жмурки, Zhmurki) d'Alekseï Balabanov : l’éthiopien dit "Aubergine"
- 2005 : Les Gros Gabarits (Крупногабаритные, Krupnogabaritnye) de Alena Zvantseva (ru) : Monsieur McKinley
- 2005 : Uboinaia sila 6 : Ngubiev, épisode Cap de Bonne-Espérance
- 2006 : Bednaia kroshka : le prince
- 2006 : Festival de cinéma (Кинофестиваль, Kinofestival) de Vassili Pitchoul : Abu Shakhid
- 2006 : Officiers (ru) (Офицеры), série télévisée de Mourad Aliev : Doc
- 2007 : Paragraphe 78 (Параграф 78) de Mikhaïl Khleborodov (ru) : Festival
- 2007 : Odna liubov' na million : Maksimka
- 2008 : Le Champion (Чемпион, Chempion) de Vadim Dantsiger (ru) : Jimmy
- 2009 : Pistolet Stradivari : Vovik
- 2010 : Vengeance (Возмездие, Vozmezdie), série télévisée de Bogdan Drobyazko : Denis
- 2010 : Skazka. Est : Magicien
- 2010 : Pil. Kuril. : Valia, tueur à gages des années 1990
- 2011 : All inclusive, ili Vse vkliucheno d'Édouard Radzioukevitch (ru) : Karaduman
- 2012 : Rendez-vous (Свидание, Svidanie) de Yusup Bakhchiev : Koutsenko
- 2012 : Bolshaia rzhaka : le fiancé
- 2012 : Vozhd' raznokozhikh : Stassik Jean-Batistovich
- 2012 : Kur'er iz raia : Kolia
- 2012 : Prazdnik vzaperti : Slava Belkine
- 2013 : All inclusive, ili Vse vkliucheno 2 d'Édouard Radzioukevitch (ru) : Karaduman
- 2013 : Une vie simple (Простая жизнь, Prostaia zhizn) série télévisée de Sergueï Alechetchkine : Pierre
- 2014 - 2015 : La Cuisine, série télévisée : Mikhail Djekovitch, directeur de l'hôtel
- 2016 : Hôtel Eleon : Mikhail Djekovitch
- 2023 : Baba Yaga sauve le monde de Karen Zakharov : Kochtcheï